# Шолкин, Павел Дмитриевич
Па́вел Дми́триевич Шолкин (7 ноября 1910 — 8 ноября 1980) — машинист-инструктор, депутат Верховного Совета СССР (1954, 1958), Герой Социалистического Труда (1959).

## Биография
Родился в Новониколаевске (сейчас Новосибирск) в семье рабочих.
Окончил в Кривощековской железнодорожной школе 4 класса, затем вечернюю школу, а после неё Тайгинскую техшколу паровозных машинистов.
Трудовая деятельность началась с водолея водокачки на разъезде Тихомировка, а через два года он стал кочегаром водокачки.
С 1930 года Павел Шолкин работал помощником машиниста на станции Новосибирск.
С 1936 года был повышен до машиниста паровоза и работал на станции Эйхе (ныне — Инская).
С 1937 по 1944 годы работал старшим машинистом.
С 1947 года — в должности старшего машиниста паровозного депо.
С 1952 по 1966 годы работал машинистом-инструктором, после чего вышел на пенсию.
В 1954 и 1958 годах избирался депутатом Верховного Совета СССР. Был членом обкома и райкома КПСС.
Жил в Новосибирске. Умер 8 ноября 1980 года. Похоронен на Инском кладбище в Новосибирске.
Член ВКП(б)/КПСС с 1941 года. В 1954 и 1958 годах избирался депутатом Верховного Совета СССР, неоднократно избирался членом райкома партии.

## Награды и звания

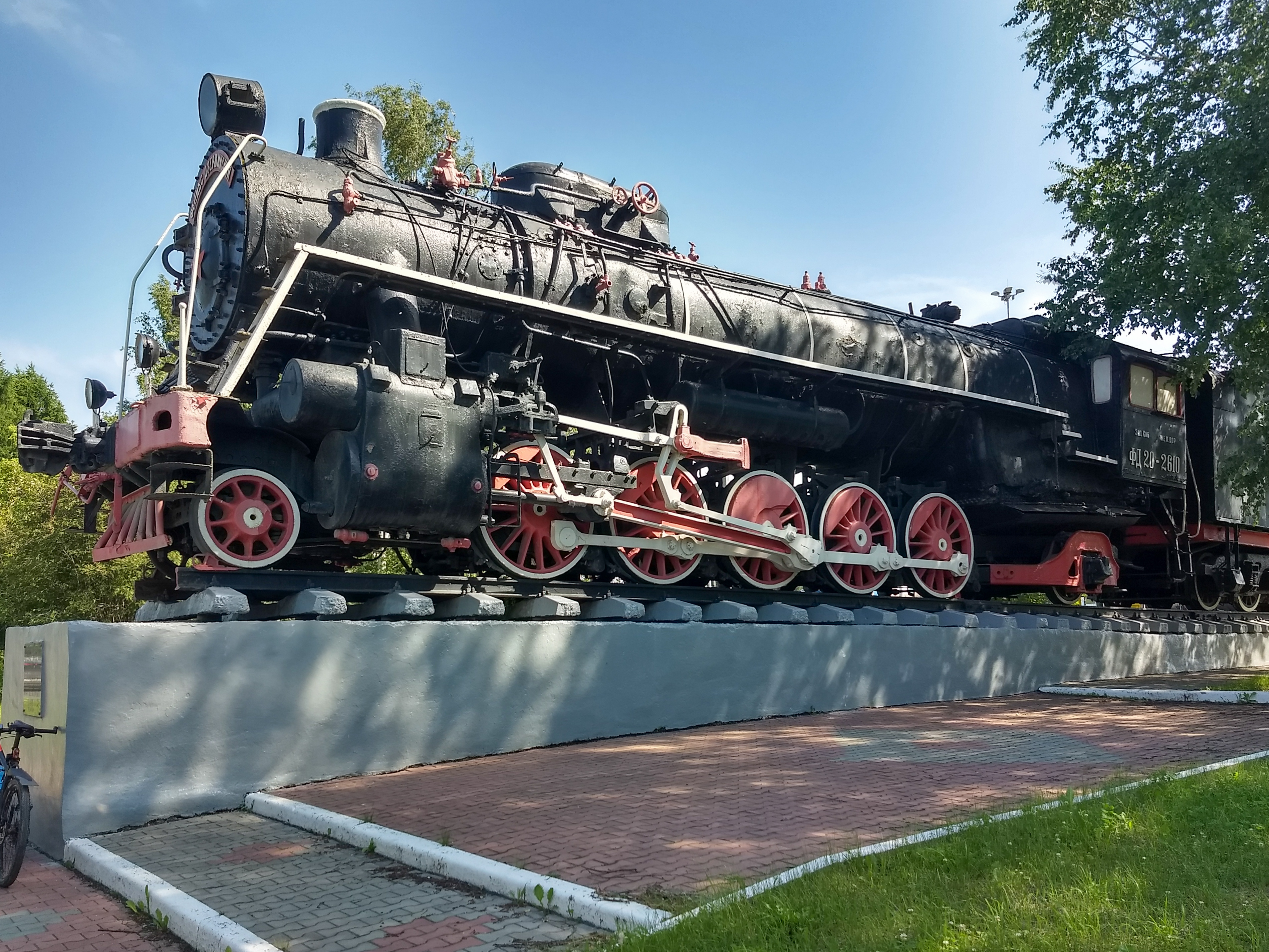
Паровоз ФД20-2610 П. Д. Шолкина, Новосибирск

- Медаль «Серп и Молот» — Герой Социалистического Труда за безупречную и долголетнюю работу на транспорте, выдающиеся успехи и достижения в труде[4].
- Три ордена Ленина, Орден Трудового Красного Знамени, Орден Отечественной войны II степени.
- Медали «За доблестный труд в Великой Отечественной войне», «За доблестный труд. В ознаменование 100-летия со дня рождения Владимира Ильича Ленина».
- Нагрудный знак «Почётный железнодорожник».
- Железнодорожний нагрудный знак «Ударник Сталинского призыва».
- Нагрудный знак «Отличный паровозник».

## Память
- Именем Шолкина названа улица в Первомайском районе Новосибирска.
- В 1984 году в Первомайском районе Новосибирска установлен памятник, который жители города называют «паровоз Шолкина»[5].

- В Первомайском районе Новосибирска на доме по улице Ушакова, 22, в котором жил П. Д. Шолкин, размещена мемориальная доска.